# 칠인의 여포로
"칠인의 여포로(七人의 女捕虜)"는 대한민국의 영화이다. 이만희가 감독을 맡았고 1965년에 개봉했다. 이 영화는 영화 자체보다 반공법 위반 혐의로 이만희 감독이 처벌받을 뻔하면서 매우 유명해졌다.

## 출연
- 문정숙
- 구봉서
- 이민자
- 류규선

## 반공법 논란
1964년 12월, 서울지검 공안부는 “감상적인 민족주의를 내세워 국군을 무기력한 군대로 그린 반면, 북한의 인민군을 찬양하고 미군에게 학대받는 양공주들의 비참상을 과장 묘사하여 미군 철수 등 외세 배격 풍조를 고취하였다”는 혐의로 이만희 감독과 제작자 이종순을 반공법 위반으로 입건했다. 영화 내용 중에서 인민군에 잡힌 국군 간호 장교 포로를 중국군 장교가 겁탈하려는 것을 인민군 장교가 제지하자 여자 포로가 “참 멋진 남자야”라고 독백한 것이 고무찬양이라는 이유에서였다. 재판부가 이만희 감독에 대한 구속영장은 기각했으나, 결국 영화는 여러 부분이 잘려나가고 "돌아온 여군"이라는 제목으로 개봉했다.